# Thamnosma stanfordii
Thamnosma stanfordii är en vinruteväxtart som beskrevs av Ivan Murray Johnston. Thamnosma stanfordii ingår i släktet Thamnosma och familjen vinruteväxter. Inga underarter finns listade i Catalogue of Life.